# Крышень, Валерий Павлович
Крышень Валерий Павлович (11 сентября 1955, Днепропетровск) — советский и украинский ученый, доктор медицинских наук, профессор хирургии. Врач-хирург высшей категории. Профессор кафедры общей хирургии Днепропетровской государственной медицинской академии.

## Биография
Валерий Павлович Крышень родился 11 сентября 1955 года в Днепропетровске, в семье медиков. Отец — Крышень, Павел Федорович. В 1978 году окончил с отличием Днепропетровский медицинский институт.
В течение 6 лет работал хирургом городской клинической больницы № 16, заведовал отделением стационара.
В 1981 году в Киевском медицинском институте защитил кандидатскую диссертацию на тему «Абсцессы печени и поддиафрагмального пространства», в 1993 году защитил докторскую диссертацию в Харьковском медицинском институте на тему «Пути оптимизации хирургического лечения язвенной болезни желудка».
В 1984 году начал преподавать в Днепропетровской медицинской академии, сначала был ассистентом кафедры хирургии, доцентом, затем — профессором. Сейчас он профессор кафедры общей хирургии, руководитель главной клинической базы кафедры в городской больнице скорой медицинской помощи. Член диссертационного совета при ДГМА по защите докторских диссертаций.

## Научная деятельность
Основные направления деятельности — неотложная и плановая абдоминальная хирургия, профилактика осложнений операций, оптимизация методов диагностики и лечения острых хирургических заболеваний, актуальные вопросы современного преподавания дисциплины «общая хирургия» в высшей медицинской школе. Является автором около 400 научных трудов, учебных пособий, монографий. Имеет 36 авторских свидетельств на изобретение и патентов СССР и Украины, более 30 рациональных предложений, в том числе отраслевых. Под руководством В. П. Крышеня защищены 5 кандидатские и 1 докторская диссертации, 5 магистерских работ. Выполняются 5 кандидатских и докторская диссертации. Крышень В. П. был председателем и членом государственных выпускных экзаменационных комиссий и аккредитационных комиссий МОЗ и МОН Украины по проведению квалификационно-лицензионной экспертизы учебно-образовательных научно-практических учреждений (Кировоград, Киев, Львов, Днепропетровск).
Действующий сертифицированный член Европейской ассоциации хирургов с 2005 года, постоянный участник ежегодных международных хирургических конгрессов как рилейтер-докладчик и председательствующий. Выступает в роли эксперта-комментатора по актуальным вопросам общей хирургии на веб-сайте Европейского общества хирургов. Свободно владеет несколькими иностранными языками, в совершенстве — английским.
Крышень В. П. включен в биографическую энциклопедию успешных украинцев по версии швейцарской международной коллекции Hubner^s «Who is who in Ukraine»/издательство Германии/ и в Энциклопедии Современной Украины, а также в Бристольский «who’s who» Реестр в рубриках медицинская практика и высшее образование.

## Награды
- Нагрудный знак «Изобретатель СССР»
- Медали ВДНХ УССР / серебряная / и СССР / бронзовая /.